# Porte de la guerre révolutionnaire

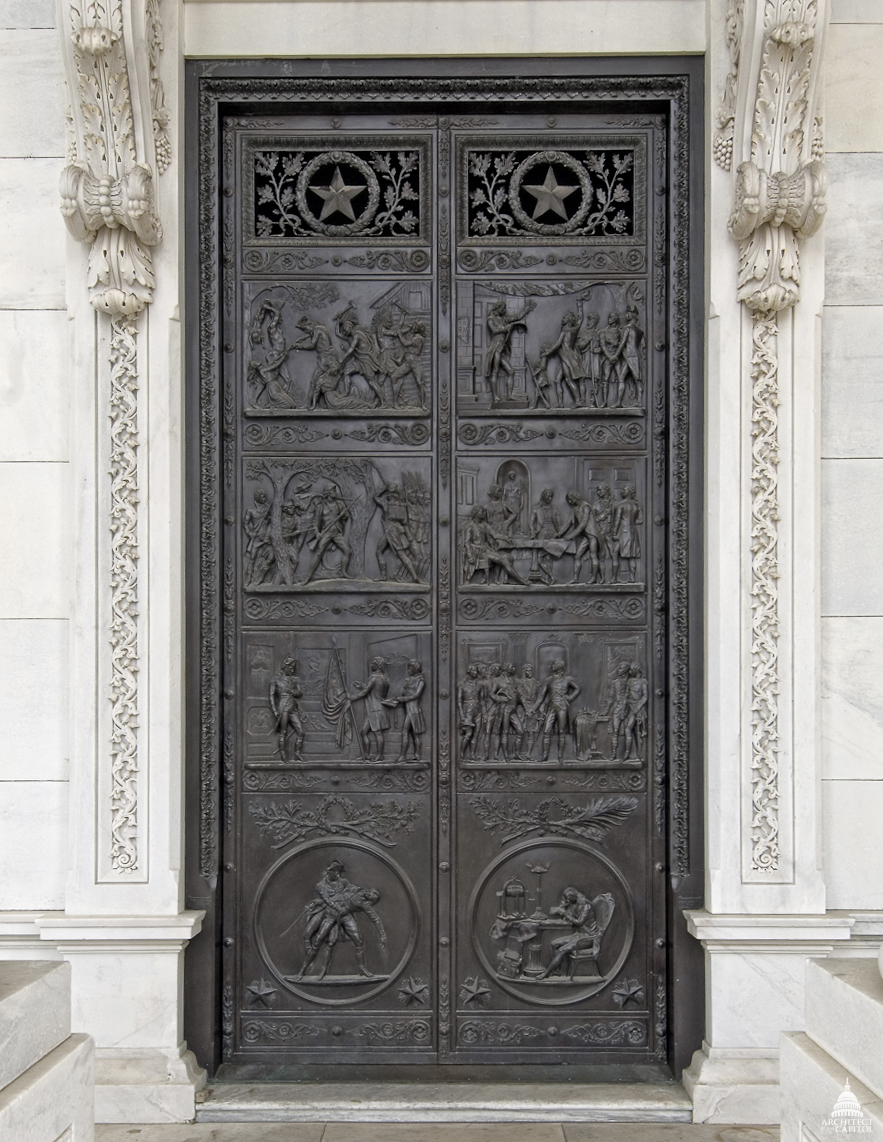
Porte de la guerre révolutionnaire, Thomas Crawford, 1905

La porte de la guerre révolutionnaire est une œuvre du sculpteur américain Thomas Crawford située sur la face est du portique de la Chambre des représentants du Capitole à Washington.
Crawford conçut l'ouvrage à Rome dans les années 1855-1857. Il mourut en 1857, laissant William Rinehart (en) créer les modèles issus des dessins originaux de Crawford durant la période 1863-1867. Les modèles furent stockés dans la crypte du Capitole jusqu'à ce qu'ils furent installés en 1905.

## Description
Cette porte sculptée en bas-relief se compose de six panneaux et deux médaillons qui représentent des activités et des événements ayant eu lieu au cours de la Révolution américaine.
La section de gauche, de haut en bas, représente :
- La bataille de la Wyoming Valley
- La bataille de Lexington
- La présentation du drapeau et une médaille au major-général Nathanael Greene
- La mort du major-général Richard Montgomery

La section de droite, de haut en bas, représente :
- La lecture publique de la Déclaration d'indépendance des États-Unis à Philadelphie
- La Paix de Paris
- Les adieux de George Washington  à ses officiers à New York à  la Fraunces Tavern
- Benjamin Franklin travaillant dans son atelier[1]